# Gudataz (Ort)
Gudataz ist ein osttimoresischer Ort im Suco Guda (Verwaltungsamt Lolotoe, Gemeinde Bobonaro).
Das Dorf liegt im Zentrum der Aldeia Gudataz in einer Meereshöhe von 998 m. Die Häuser verteilen sich entlang einer Straße, die Gudataz mit Oceli im Nordosten und mit den Orten im Suco Opa im Westen.
Gudataz liegt auf einem Vorsprung des Südhangs eines Berges, der 1083 m hoch ist. Nach Süden fällt das Land steil auf etwa 850 m ab.